# Snowboarden op de Olympische Winterspelen 2010 - Snowboardcross vrouwen
De Snowboardcross vrouwen tijdens de Olympische Winterspelen 2010 vond plaats op dinsdag 16 februari in Cypress Mountain.
De Zwitserse titelverdedigster Tanja Frieden was geblesseerd, en nam geen deel aan de Olympische Spelen. De Canadese Maëlle Ricker won het goud, voor de Française Déborah Anthonioz en de Zwitserse Olivia Nobs.

## Uitslagen

### Kwalificatie
| #  | Bib | Naam                    | Land             | 1e run  | 2e run  | Snelste tijd | Opm. |
| -- | --- | ----------------------- | ---------------- | ------- | ------- | ------------ | ---- |
| 1  | 27  | Mellie Francon          | Zwitserland      | 1.24,43 | 1.24,79 | 1.24,43      | Q    |
| 2  | 22  | Lindsey Jacobellis      | Verenigde Staten | 1.26,13 | 1.25,41 | 1.25,41      | Q    |
| 3  | 20  | Maëlle Ricker           | Canada           | 1.43,59 | 1.25,45 | 1.25,45      | Q    |
| 4  | 30  | Olivia Nobs             | Zwitserland      | 1.28.70 | 1.26,25 | 1.26,25      | Q    |
| 5  | 25  | Helene Olafsen          | Noorwegen        | 1.40,43 | 1.26,94 | 1.26,94      | Q    |
| 6  | 31  | Nelly Moenne Loccoz     | Frankrijk        | 1.27,31 | 1.42,92 | 1.27,31      | Q    |
| 7  | 28  | Déborah Anthonioz       | Frankrijk        | 1.27,61 | 1.27,49 | 1.27,49      | Q    |
| 8  | 19  | Zoe Gillings            | Groot-Brittannië | 1.27,93 | DNF     | 1.27,93      | Q    |
| 9  | 32  | Simona Meiler           | Zwitserland      | 1.45,16 | 1.27,94 | 1.27,94      | Q    |
| 10 | 36  | Doresia Krings          | Oostenrijk       | 1.36,55 | 1.28,98 | 1.28,98      | Q    |
| 11 | 17  | Sandra Frei             | Zwitserland      | 1.29,46 | 1.43,38 | 1.29,46      | Q    |
| 12 | 23  | Faye Gulini             | Verenigde Staten | 1.30,75 | 1.43,29 | 1.30,75      | Q    |
| 13 | 37  | Claire Chapotot         | Frankrijk        | DNF     | 1.30,89 | 1.30,89      | Q    |
| 14 | 33  | Natsuko Doi             | Japan            | 1.31,23 | DNF     | 1.31,23      | Q    |
| 15 | 39  | Julie Wendel Lundholdt  | Denemarken       | 1.31,29 | 1.44,62 | 1.31,29      | Q    |
| 16 | 35  | Maria Ramberger         | Oostenrijk       | 1.43,54 | 1.33,08 | 1.33,08      | Q    |
| 17 | 26  | Raffaella Brutto        | Italië           | 1.34,12 | 1.37,94 | 1.34,12      |      |
| 18 | 34  | Stephanie Hickey        | Australië        | 1.35,26 | DNF     | 1.35,26      |      |
| 19 | 29  | Isabel Clark Ribeiro    | Brazilië         | 1.41,10 | 1.51,65 | 1.41,10      |      |
| 20 | 21  | Dominique Maltais       | Canada           | DSQ     | 1.45,56 | 1.45,56      |      |
| 21 | 40  | Callan Chythlook-Sifsof | Verenigde Staten | 1.59,04 | DNF     | 1.59,04      |      |
| 99 | 18  | Alexandra Jekova        | Bulgarije        | DNF     | DNS     | 9.99,99      |      |
| 99 | 24  | Yuka Fujimori           | Japan            | DNS     | DNS     | 9.99,99      |      |
| 99 | 38  | Manuela Riegler         | Oostenrijk       | DNS     | DNS     | 9.99,99      |      |

### Knockoutronde
De beste 16 boardsters uit de kwalificatie kwalificeerden zich voor de kwartfinales. Vanaf hier ging het toernooi verder met viermans knockout races, de eerste twee gingen telkens door naar de volgende ronde.

#### Kwartfinales
Heat 1
| # | Bib | Naam            | Land | Opm. |
| - | --- | --------------- | ---- | ---- |
| 1 | 1   | Mellie Francon  | SUI  | Q    |
| 2 | 8   | Zoe Gillings    | GBR  | Q    |
| 3 | 9   | Simona Meiller  | SUI  |      |
| 4 | 16  | Maria Ramberger | AUT  |      |

Heat 3
| # | Bib | Naam                | Land | Opm. |
| - | --- | ------------------- | ---- | ---- |
| 1 | 3   | Maëlle Ricker       | CAN  | Q    |
| 2 | 6   | Nelly Moenne Loccoz | FRA  | Q    |
| 3 | 14  | Natsuko Doi         | JPN  |      |
| 4 | 11  | Sandra Frei         | SUI  |      |

Heat 2
| # | Bib | Naam            | Land | Opm. |
| - | --- | --------------- | ---- | ---- |
| 1 | 4   | Olivia Nobs     | SUI  | Q    |
| 2 | 5   | Helene Olafsen  | NOR  | Q    |
| 3 | 12  | Faye Gulini     | USA  |      |
| 4 | 13  | Claire Chapotot | FRA  |      |

Heat 4
| # | Bib | Naam                   | Land | Opm. |
| - | --- | ---------------------- | ---- | ---- |
| 1 | 2   | Lindsey Jacobellis     | USA  | Q    |
| 2 | 7   | Déborah Anthonioz      | FRA  | Q    |
| 3 | 10  | Doresia Krings         | AUT  |      |
| 4 | 15  | Julie Wendel Lundholdt | DEN  |      |

#### Halve finales
Heat 1
| # | Bib | Naam           | Land | Opm. |
| - | --- | -------------- | ---- | ---- |
| 1 | 5   | Helene Olafsen | NOR  | Q    |
| 2 | 4   | Olivia Nobs    | SUI  | Q    |
| 3 | 8   | Zoe Gillings   | GBR  |      |
| 4 | 1   | Mellie Francon | SUI  |      |

Heat 2
| # | Bib | Naam                | Land | Opm. |
| - | --- | ------------------- | ---- | ---- |
| 1 | 3   | Maëlle Ricker       | CAN  | Q    |
| 2 | 7   | Déborah Anthonioz   | FRA  | Q    |
| 3 | 6   | Nelly Moenne Loccoz | FRA  |      |
| 4 | 2   | Lindsey Jacobellis  | USA  |      |

#### Finales
Grote finale
| #      | Bib | Naam              | Land |
| ------ | --- | ----------------- | ---- |
| Goud   | 3   | Maëlle Ricker     | CAN  |
| Zilver | 7   | Déborah Anthonioz | FRA  |
| Brons  | 4   | Olivia Nobs       | SUI  |
| 4      | 5   | Helene Olafsen    | NOR  |

Kleine finale
| # | Bib | Naam                | Land |
| - | --- | ------------------- | ---- |
| 5 | 2   | Lindsey Jacobellis  | USA  |
| 6 | 6   | Nelly Moenne-Loccoz | FRA  |
| 7 | 1   | Mellie Francon      | SUI  |
| 8 | 8   | Zoe Gillings        | GBR  |